# Drew Carey
Drew Allison Carey (23 de mayo de 1958) es un actor, cantante, comediante, fotógrafo, ejecutivo de deportes y presentador de televisión estadounidense. Luego de terminar su servicio en la Marina de los Estados Unidos y haberse hecho conocido como comediante al vivo, Carey finalmente ganó popularidad al protagonizar su propio programa de televisión cómico, The Drew Carey Show, y como el presentador de la versión estadounidense del programa de comedia de improvisación Whose Line Is It Anyway?, ambos de los cuales salieron al aire en ABC.
Carey ha trabajado en varias películas, series televisivas, videos de música, películas para la televisión y un juego de PC. Actualmente es el presentador del programa de juegos The Price is Right y el programa de improvisación Drew Carey's Improv-A-Ganza. También es un entusiasta de los deportes; ha trabajado como fotógrafo para la Selección nacional de fútbol de los Estados Unidos, es dueño minoritario de los Seattle Sounders de la Major League Soccer y es un miembro del WWE Hall of Fame. Carey ha escrito una autobiografía titulada Dirty Jokes and Beer: Stories of the Unrefined (Chistes sucios y cerveza: Historias de los poco refinados), donde detalla su juventud y su carrera televisiva.

## Filmografía

### Televisión
| Año           | Título                           | Personaje                                | Notas                                                                    |
| ------------- | -------------------------------- | ---------------------------------------- | ------------------------------------------------------------------------ |
| 1994          | The Good Life                    | Drew Clark                               | 13 episodios                                                             |
| 1997          | Home Improvement                 | Road Kill                                | Un episodio: "Totally Tool Time"                                         |
| 1995-2004     | The Drew Carey Show              | Él mismo                                 | 233 episodios; también fue productor ejecutivo y escritor de 4 episodios |
| 1998-2007     | Whose Line Is It Anyway?         | Él mismo/Presentador                     | 219 episodios; también fue productor ejecutivo                           |
| 1999          | King Of the Hill                 | Hal                                      | Un episodio: "Not in My Back-hoe"                                        |
| 2000          | Geppetto                         | Geppetto                                 | Película para televisión                                                 |
| 2001          | Royal Rumble                     | Él mismo                                 | Quinto concursante                                                       |
| 2004-2005     | Drew Carey's Green Screen Show   | Él mismo                                 | También fue productor ejecutivo                                          |
| 2006          | Drew Carey's Sporting Adventures | Él mismo                                 |                                                                          |
| 2007-2008     | Power of 10                      | Él mismo                                 | 15 episodios                                                             |
| 2007-presente | The Price Is Right               | Él mismo (presentador)                   |                                                                          |
| 2010          | Community                        | Ted                                      | Un episodio: "Accounting for Lawyers"                                    |
| 2011          | Drew Carey's Improv-A-Ganza      | Él mismo (presentador y ocasional actor) | 40 episodios; también fue productor ejecutivo                            |
| 2011          | Padre de familia                 | Él mismo                                 | Presentador de The Price Is Right                                        |
| 2012          | Chica Supersabia                 | Él mismo                                 | Presentador de The Price Is Right                                        |
| 2012          | Talking Dead                     | Él mismo/Invitado                        | Especial preestreno de la tercera temporada                              |
| 2014          | Dancing with the Stars           | Él mismo/Participante                    | Terminó octavo en la temporada 18                                        |
| 2016          | Scorpion                         | Él mismo                                 | Un episodio: "The Fast and the Nerdiest"                                 |

### Películas
| Año  | Título          | Personaje         | Notas        |
| ---- | --------------- | ----------------- | ------------ |
| 1993 | Coneheads       | Pasajero del taxi |              |
| 1999 | The Big Tease   | Él mismo          | Cameo        |
| 2005 | Robots          | Crank             | Papel de voz |
| 2005 | The Aristocrats | Él mismo          |              |
| 2005 | Fuck            | Él mismo          | Documental   |
| 2011 | Jack and Jill   | Él mismo          | Cameo        |

## Obras
- Dirty Jokes and Beer: Stories of the Unrefined, 1997 ISBN:978-0786889396

- Datos: Q357402
- Multimedia: Drew Carey / Q357402